# Youssef Kaddioui
Youssef Kaddioui Idrissi (ar. يوسف القديوي, ur. 28 września 1984 w Al-Dżadizie) – marokański piłkarz grający na pozycji ofensywnego pomocnika. Od 2020 roku jest zawodnikiem Stade Marocain.

## Kariera klubowa
Swoją karierę piłkarską Kaddioui rozpoczął w klubie Difaa El Jadida. W 1999 roku zadebiutował w jego barwach w pierwszej lidze marokańskiej. W 2003 roku odszedł do FAR Rabat. Występował w nim do końca sezonu 2008/2009. W sezonach 2004/2005 i 2007/2008 wywalczył z FAR mistrzostwo Maroka. Z klubem tym zdobył też cztery Puchary Maroka w sezonach 2003/2004, 2006/2007, 2007/2008 i 2008/2009 i Puchar Konfederacji w 2005 roku.
W 2009 roku Kaddioui odszedł do saudyjskiego Al-Wehda. W 2010 roku został wypożyczony do FAR Rabat. W 2011 roku wrócił do Maroka i został zawodnikiem Wydadu Casablanca. Następnie grał w takich klubach jak: Al-Kharitiyath SC, Al Dhafra FC i Raja Casablanca. W 2017 wrócił do FAR Rabat. Od 1 stycznia do 30 czerwca 2019 przebywał na wypożyczeniu w Renaissance Zemamra. 1 sierpnia 2019 wrócił do Al-Kharitiyath SC. Grał tam przez rok, po czym 25 listopada 2020 został zawodnikiem Stade Marocain.

## Kariera reprezentacyjna
W 2013 roku Kaddioui został powołany reprezentacji Maroka na Puchar Narodów Afryki 2013.